# Rajon Lozenets
Rajon Lozenets (bulgariska: Район Лозенец) är ett distrikt i Bulgarien. Det ligger i kommunen Stolitjna Obsjtina och regionen Sofija-grad, i den västra delen av landet. 
Runt Rajon Lozenets är det i huvudsak tätbebyggt. Runt rajon Lozenets är det tätbefolkat, med 849 invånare per kvadratkilometer.